# ターハー・ムヒーウッディーン・マアルーフ
ターハー・ムヒーウッディーン・マアルーフ（طه محي الدين معروف , Taha Muhī al-Dīn Maarūf, 1924年 - 2009年8月7日）は、イラクの政治家。サッダーム・フセイン政権では珍しいクルド人の高官で、副大統領を務めた。日本では「マルーフ副大統領」と表記されることが多い。1977年と1989年の二度来日している。

## 経歴
1924年、イラク北部都市スライマーニーヤ（シレーマニ）の裕福な家庭に生まれた。長じてバグダードに上京し、バグダード大学で法律学を学んだ。なお、ジャラル・タラバニ現大統領とは同じ法学部に在籍していた。1948年には弁護士となり、1951年には外務省で勤務した。
当初は、クルド独立運動に共鳴して、1945年から1946年の間「クルディスタン自由党」に参加、その後、ムスタファ・バルザニが率いるクルディスタン民主党（KDP）の活動に加わった。しかし、KDP内部が主に部族勢力を支持基盤とするバルザニ派とKDP政治局や知識人層を基盤とするタラバニ派等に分裂し、マアルーフはタラバニ派に属した。
1969年12月、アフマド・ハサン・アル＝バクル政権下で、タラバニ派代表としてマアルーフは、国務大臣兼労働社会問題大臣に任命された。バルザニ派からも閣僚が任命されたが、このことがKDP内部で派閥争いを引き起こし、バルザニ派閣僚は抗議して辞任した。
1974年、KDPは、中央政府の自治案を巡って再度分裂し、武装闘争を続けるバルザニ派と親中央政府のアズィズ・アクラウィ派に分かれ、どちらも正当なクルディスタン民主党(KDP)と主張した。さらに、タラバニ派もKDPを脱退、後にタラバニは自らの政党クルディスタン愛国同盟を設立して、独自の独立闘争活動を行う。
一方、マアルーフは1970年4月より、駐イタリア大使（マルタとアルバニア大使兼任）、フランス大使を歴任した。1977年には副大統領に就任、以後2003年のサッダーム政権崩壊時にいたるまで同職を務めた。彼が副大統領を務めたのは1975年のクルド自治協定で必ずクルド人から1人、副大統領を任命しなければならないとの規定によるものである。
1976年からバアス党に入党し、1982年に革命指導評議会メンバーに選出された。政権内でのマアルーフの地位は、あくまでも国内外に対クルド融和姿勢を示すためのものでしかなく、実権はほとんど無かったと言われている。
1989年、昭和天皇が崩御した際に、イラク政府代表として大喪の礼に参列している。
また2000年に、シリアのハーフィズ・アル＝アサド大統領が死去した際は、イラクとシリアが断交中にもかかわらずイラク代表団を率いて葬儀に参加した。
2003年のイラク戦争においてフセイン政権が崩壊後の5月2日、米軍に拘束されたが、旧政権下での大量虐殺などの犯罪には関わっていないとして、すぐに釈放された。
その後、故郷でもあるシレーマニ近郊の町、ドゥカンでタラバニ大統領やクルディスタン地域政府の庇護下に、親戚と共に暮らしていた。2007年には死亡説が報じられた。　
2009年3月31日、クルド・メディアが、マアルーフがドゥカンから第三国に出国したと報じた。その後、現在はヨルダンに居ると報じられた。治療のため、同国からヨーロッパに向かうのでは、との憶測がなされたが、
2009年8月7日にAP通信が、癌のためアンマン市内の病院で死去したと報じた。同通信は80歳だったと伝えた。
遺体は翌日、一族の墓地があるシレーマニではなく、アルビール（ヘウレール）の墓地に埋葬された。